# توماس إتش باترسون
توماس إتش باترسون (بالإنجليزية: Thomas H. Patterson)‏ هو ضابط أمريكي، ولد في 10 مايو 1820 في نيو أورلينز في الولايات المتحدة، وتوفي في 9 أبريل 1889 في واشنطن العاصمة في الولايات المتحدة.